# ポーアイ4大学
ポーアイ4大学（ポーアイよんだいがく）とは、以下の私立大学群の総称である。
- 神戸学院大学
- 兵庫医科大学
- 神戸女子大学・神戸女子短期大学

この4大学に数えられなかった神戸夙川学院大学は2015年からの学生募集停止を決定し、学生や教員が神戸山手大学に移ったあと8月に大学廃止となったが、ポートアイランドのキャンパスに夙川学院短期大学は残存し、引き続き図書館の相互利用などに参加していた。しかし、同大学も2019年4月より神戸教育短期大学に改称の上、長田区（旧神戸学院大学法科大学院）に移転したため、完全にポートアイランドからは撤退した。

## 概要
神戸市中央区のポートアイランドにキャンパスを隣接し合う4私立大学が互いの利点を生かして連携した教育研究を行う事により、一層地域社会に貢献するという事を目的として神戸学院大学を代表として結成された。
これらの大学はキャンパスが隣接しているため、図書館・学食等の相互利用、単位互換制度などの仕組みを設けている。また、クラブ・サークル活動の交流などが行われているほか、4大学連携のオープンキャンパスの開催が行われたこともある。
神戸学院大学と神戸女子大学はポートアイランド以外にもキャンパスがあるが、図書館の相互利用などは基本的に、ポートアイランドキャンパスにある学部に籍を置く学生だけが利用できる。
なお、ポートアイランドには、他に甲南大学フロンティアサイエンス学部があるが、キャンパスが隣接していないため参加していない。